# 格拉斯湖 (伊利諾伊州)
格拉斯湖（英語：Grass Lake）是位於美國伊利諾伊州萊克縣的一個非建制地區。該地的面積和人口皆未知。

## 地理
格拉斯湖的座標為42°26′46″N 88°08′09″W / 42.44611°N 88.13583°W，而該地的平均海拔高度為234米（即768英尺）。